# Taouz
Taouz (arabisch الطاوس, Zentralatlas-Tamazight ⵟⴰⵡⵙ) ist eine etwa 800 Einwohner zählende Dattelpalmenoase und eine Landgemeinde (commune rurale) mit annähernd 7000 Einwohnern in der Provinz Errachidia in der Region Drâa-Tafilalet im Südosten Marokkos. Das Gebiet ist zwischen Marokko und Algerien umstritten.

## Lage
Taouz liegt am südlichen Ende der RN13 auf dem Ostufer des im Süden meist trockenfallenden Oued Ziz gut 21 km (Fahrtstrecke) südlich der Oasensiedlung Merzouga nahe der nicht eindeutig fixierten Grenze zum Nachbarland Algerien in einer Höhe von ca. 675 m. Das Klima ist wüstenartig; Regenfälle sind äußerst spärlich (unter 80 mm/Jahr).

## Bewohner und Wirtschaft
Die Bevölkerung besteht nahezu ausnahmslos aus Berbern, die als weitgehende Selbstversorger den immer trockener und karger werdenden Oasenböden in mühsamer Arbeit das zu ihrem Überleben Notwendige abringen. In der Umgebung des Ortes finden sich von Sammlern begehrte Mineralien. Taouz fungiert heute als zentraler Schulort für die Kinder der umliegenden Dörfer.

## Geschichte
In prähistorischer Zeit durchstreiften Jäger und Sammler die Region; sie hinterließen zahlreiche Felszeichnungen mit Darstellungen von Wildtieren. Die spätere Geschichte des Ortes ist eng verbunden mit dem einst blühenden Karawanenhandel in der Sahara – die zahlreichen, meist aus etwa ziegelsteingroßen Steinen in Trockenbautechnik (siehe auch Tazota) aufgebauten Tumuli in der Umgebung des Ortes dienten sehr wahrscheinlich als Grabstätten für hochrangige Persönlichkeiten (Stammes- oder Karawanenführer).

## Sehenswürdigkeiten
Taouz selbst bietet das eher ärmliche Bild eines Wüstenorts, auch wenn in den letzten Jahrzehnten des 20. und zu Beginn des 21. Jahrhunderts einige Häuser aus Hohlblocksteinen und Beton neu errichtet wurden. Die alten aus Stampflehm gebauten Häuser des Ortes sind nahezu allesamt verfallen.
außerhalb
- Die ca. 2,5 km südwestlich des Ortes gelegenen Steintumuli beim Jbel Kfiroun gehören zu den merkwürdigsten Zeugnissen der Saharakulturen. Aus welcher Zeit sie genau stammen (Jungsteinzeit, Antike, Mittelalter oder gar der frühen Neuzeit) ist völlig unklar. Sie haben eine gewisse Verwandtschaft mit einigen ähnlichen Bauten im Norden Marokkos (z. B. dem Tumulus von M'zora oder der Bazina von El Gour) aber vor allem mit anderen Grabbauten in der Sahara (siehe Weblinks).
- In einem nahegelegenen Tal sind weitere Steintumuli – allerdings ohne Grabkammer – zu sehen. Nahebei befindet sich ein aus senkrecht aufgestellten Platten bestehender Steinkreis, dessen Funktion unklar ist.
- Auf einer Felsplatte in unmittelbarer Nachbarschaft des großen Tumulus befinden sich mehrere Petroglyphen aus einer Zeit, als in der Region noch Wildtiere lebten, die von umherstreifenden Trupps von Jägern und Sammlern gejagt wurden; andere Felszeichnungen zeigen eher abstrakt-geometrische Ornamente[2].

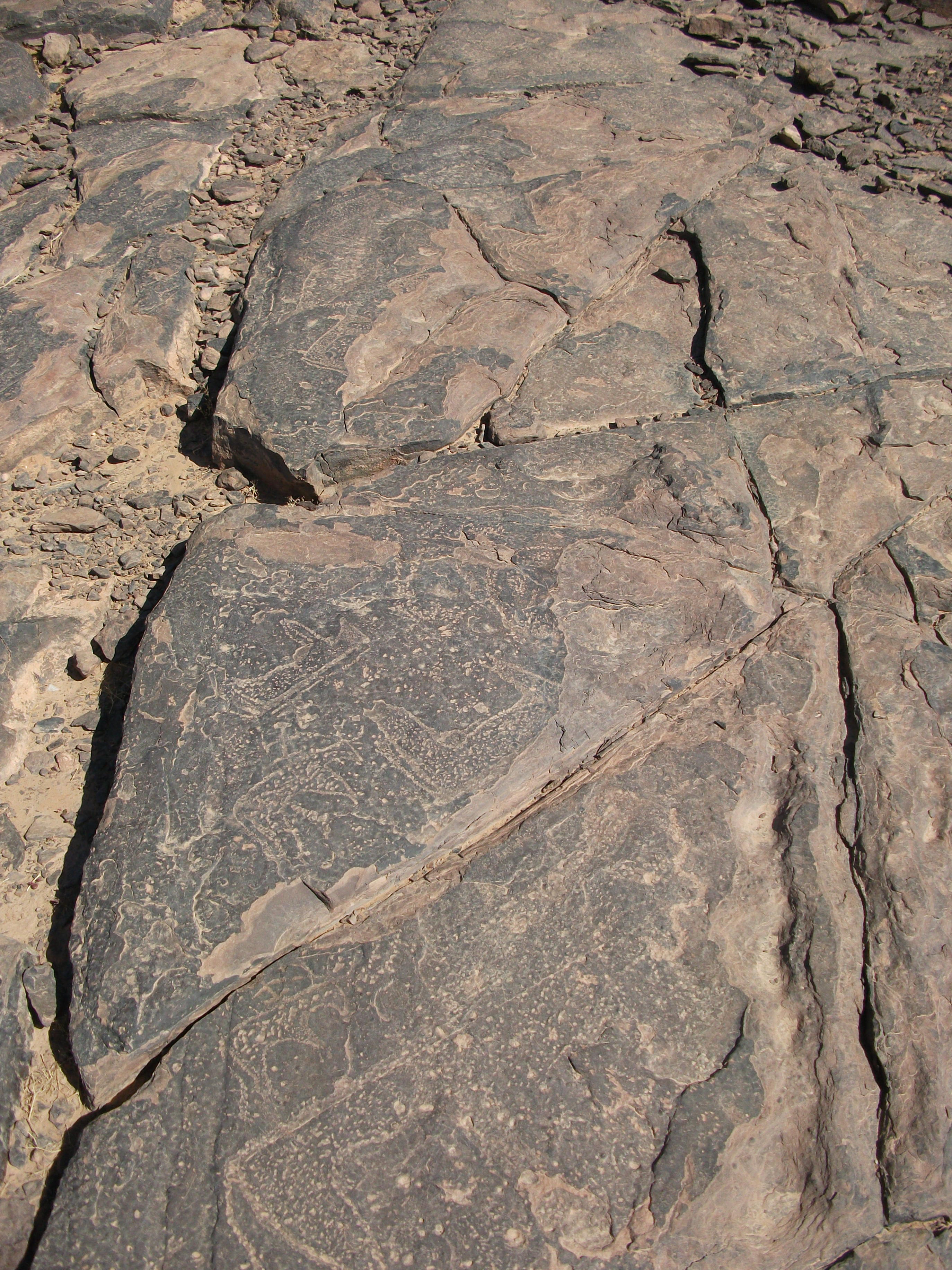
Taouz, Felszeichnung
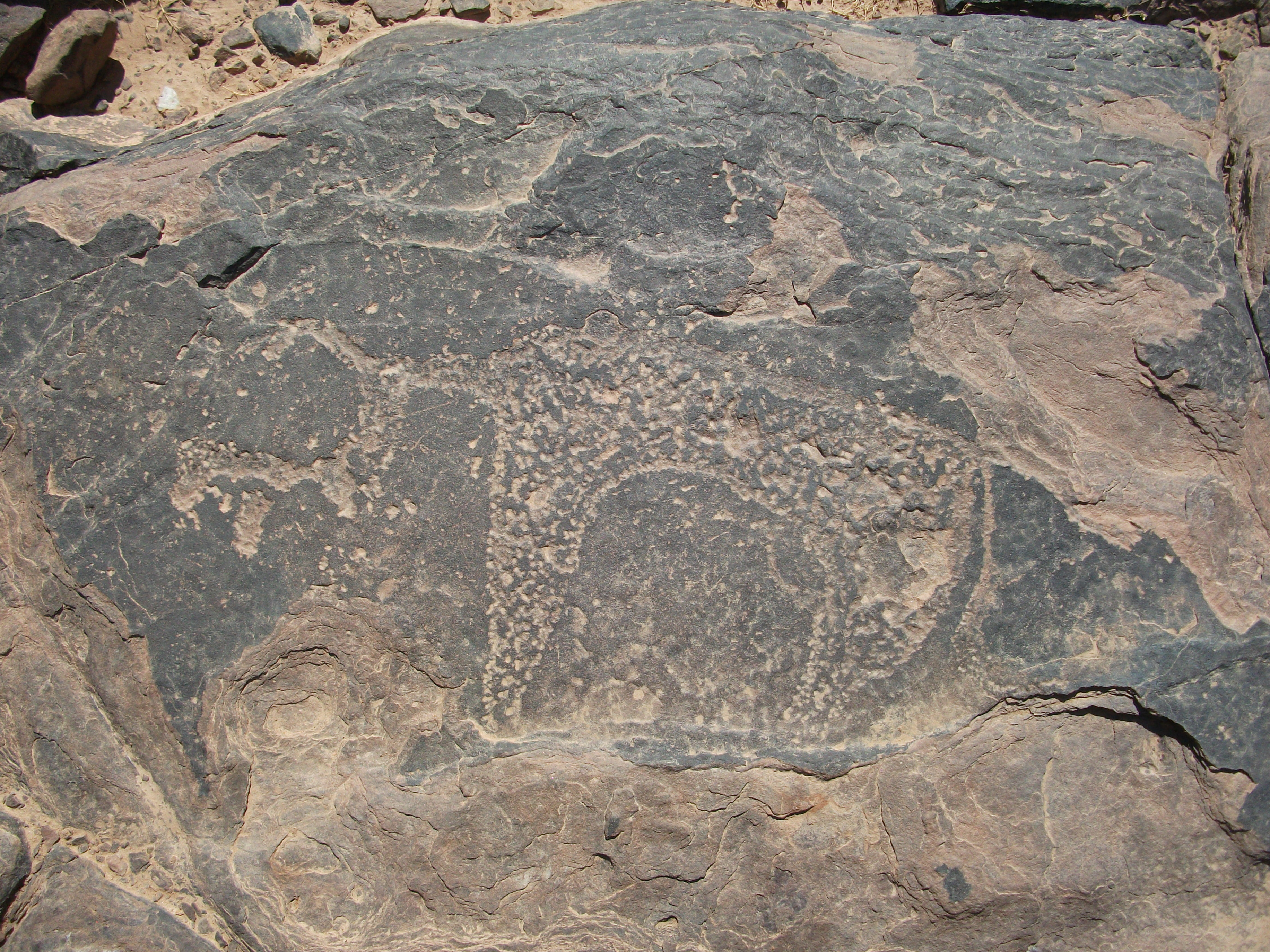
dito

- Am etwas weiter entfernten Jbel Aoufilal befinden sich Felszeichnungen mit Darstellungen von vierrädrigen Wagen.[3]